# Ebberg (Hemer)
Ebberg ist als Teil der ehemals selbstständigen Gemeinde Frönsberg in Nordrhein-Westfalen seit dem 1. Januar 1975 ein Ortsteil der Stadt Hemer. Die Siedlung liegt im Stephanopeler Tal im Südosten der Stadt. Nachbarsiedlungen sind Heppingsen, Heppingserbach, Beckmerhagen und Hültershagen.
Ebberg liegt am Bach Becksiepen, der im Süden der Siedlung in den Heppingser Bach mündet. Östlich der Wohnhäuser liegt der Friedhof Frönsberg.